# Venus från Galgenberg

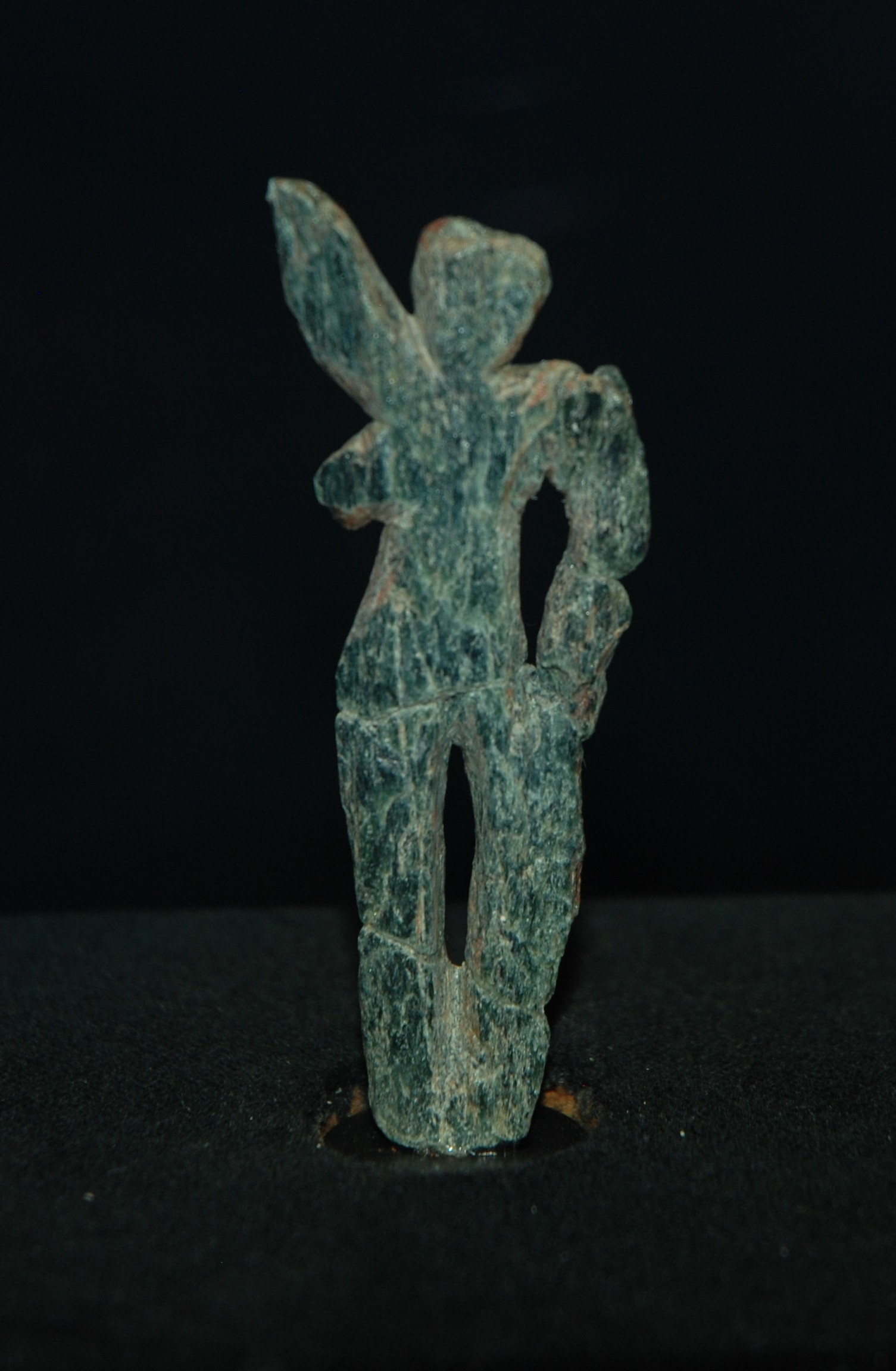
Venus från Galgenberg

Venus från Galgenberg är en venusfigurin från Aurignacienkulturen, som är omkring 30 000 år gammal.
Kninnofiguren, som är snidad ur grön serpentinsten, hittades 1968 nära staden Stratzing i Niederösterreich. Den är 7,2 cm hög och väger 10 gram.
Venus från Galgenberg finns i Naturhistorisches Museum i Wien i Österrike.